# Університет Саймона Фрейзера
Університет Саймона Фрейзера (англ. Simon Fraser University) — канадський публічний вищий навчальний заклад у Британській Колумбії.

## Факультети
- Факультет прикладних наук
- Факультет мистецтва та соціальних наук
- Школа бізнесу Біді
- Факультет комунікацій, мистецтва й технологій
- Педагогічний факультет
- Екологічний факультет
- Факультет наук про здоров'я
- Інженерний факультет

## Відомі випускники
- Террі Фокс — громадський діяч, атлет та активіст у боротьбі з раковими захворюваннями
- Девід Ашер — рок-музикант
- Керол Він — олімпійська чемпіонка з боротьби
- Даніель Ігалі — олімпійський чемпіон з боротьби
- Скотт Морган (Loscil) — електронний музикант
- Бетуель Пакаліта Мосісілі — міністр оборони і прем'єр-міністр Лесото Лесото
- Джей Тріано — канадський баскетболіст і баскетбольний тренер
- Джефрі Тью — срібний призер Олімпійських ігор з вільної боротьби